# اريك كاربنتر
اريك كاربنتر (بالإنجليزية: Eric Carpenter)‏ هو لاعب كرة قدم أمريكي، ولد في 17 يوليو 1986 في غوشين في الولايات المتحدة. لعب مع Cleveland City Stars ‏.